# Liste der Kulturdenkmale in Geisa
Die Liste der Kulturdenkmale in Geisa umfasst die als Ensembles, Straßenzüge und Einzeldenkmale erfassten Kulturdenkmale in der thüringischen Stadt Geisa im Wartburgkreis.
Die Angaben in der Liste ersetzen nicht die rechtsverbindliche Auskunft der zuständigen Denkmalschutzbehörde.

## Legende
- Bild: zeigt ein Bild des Kulturdenkmals und gegebenenfalls einen Link zu weiteren Fotos des Kulturdenkmals im Medienarchiv Wikimedia Commons
- Bezeichnung: Name, Bezeichnung oder die Art des Kulturdenkmals
- Lage: Wenn vorhanden Straßenname und Hausnummer des Kulturdenkmals; Grundsortierung der Liste erfolgt nach dieser Adresse. Der Link Karte führt zu verschiedenen Kartendarstellungen und nennt die Koordinaten des Kulturdenkmals.
 Kartenansicht, um Koordinaten zu setzen – in dieser Kartenansicht sind Kulturdenkmale ohne Koordinaten mit einem roten bzw. orangen Marker dargestellt und können in der Karte gesetzt werden. Kulturdenkmale ohne Bild sind mit einem blauen bzw. roten Marker gekennzeichnet, Kulturdenkmale mit Bild mit einem grünen bzw. orangen Marker.
- Datierung: gibt das Jahr der Fertigstellung beziehungsweise das Datum der Erstnennung oder den Zeitraum der Errichtung an
- Beschreibung: bauliche und geschichtliche Einzelheiten des Kulturdenkmals, vorzugsweise die Denkmaleigenschaften
- ID: Die ID identifiziert das Kulturdenkmal eindeutig. In Thüringen sind aktuell keine IDs veröffentlicht. In der ID-Spalte kann sich auch folgendes Icon  befinden, dies führt zu Angaben zu diesem Kulturdenkmal bei Wikidata.

### Ensembles
| Bild                           | Bezeichnung                           | Lage | Datierung | Beschreibung | ID |
| ------------------------------ | ------------------------------------- | --- | --------- | ------------ | -- |
| BW                             | Ensemble Hügel Gangolfiberg           | Geisa, Am Gangolfiberg o. Nr. (Karte) |           |              |    |
| weitere Bilder Fotos hochladen | Ensemble Historischer Stadtkern Geisa | Geisa, Marktplatz; An der Geis komplett; Athanasius-Kircher-Straße komplett; Bachweg 1, 1a, 2; Bahnhofstraße 1, 2, 3, 4, 5, 7; Bornrain komplett; Brunnengasse komplett; Eisfeld komplett; Hintergasse komplett; Kirchplatz komplett; Linusrain komplett; Löhersgasse komplett; Marktplatz komplett; Pfortengasse komplett; Rasdorfer Straße 1, 2; Schloßplatz komplett; Schlossberg komplett; Schulstraße komplett; Werner-Derschauer-Straße komplett (Karte) |           |              |    |

### Stadtbefestigung
| Bild            | Bezeichnung                | Lage          | Datierung | Beschreibung | ID |
| --------------- | -------------------------- | ------------- | --------- | ------------ | -- |
| Fotos hochladen | Reste der Stadtbefestigung | Geisa (Karte) |           |              |    |

## Einzeldenkmale nach Gemarkungen

### Geisa
| Bild                           | Bezeichnung                                            | Lage | Datierung | Beschreibung    | ID |
| ------------------------------ | ------------------------------------------------------ | --- | --------- | --------------- | -- |
| weitere Bilder Fotos hochladen | Jüdischer Friedhof                                     | Geisa, Am Bocksberg o. Nr. (Karte) |           |                 |    |
| weitere Bilder Fotos hochladen | Bildstock 14 Nothelfer                                 | Geisa, Am Gangolfiberg o. Nr. (Karte) |           |                 |    |
| weitere Bilder Fotos hochladen | Kriegerdenkmal 1870/71                                 | Geisa, Am Gangolfiberg o. Nr. (Karte) |           |                 |    |
| weitere Bilder Fotos hochladen | Friedhofskapelle St. Gangolf                           | Geisa, Am Gangolfiberg o. Nr. (Karte) |           |                 |    |
| weitere Bilder Fotos hochladen | Skulptur Hl. Petrus                                    | Geisa, Am Gangolfiberg o. Nr. (Karte) |           |                 |    |
| weitere Bilder Fotos hochladen | Denkmal Athanasius Kircher                             | Geisa, Am Gangolfiberg o. Nr. (Karte) |           |                 |    |
| weitere Bilder Fotos hochladen | Zentgericht                                            | Geisa, Am Gangolfiberg o. Nr. (Karte) |           |                 |    |
| BW                             | Brücke                                                 | Geisa, Bahnhofstraße o. Nr. (Karte) |           |                 |    |
| BW                             | Figur Hl. Nepomuk                                      | Geisa, Bahnhofstraße 29 (Karte) |           |                 |    |
| BW                             | Kulturhaus, ehemals Kulturhaus ‚Rudi Arnstadt‘         | Geisa, Bahnhofstraße 8 (Karte) |           | mit Ausstattung |    |
| BW                             | Geismühle                                              | Geisa, Geismühlenweg 1, 1a (Karte) |           |                 |    |
| weitere Bilder Fotos hochladen | Katholische Stadtpfarrkirche St. Philippus und Jakobus | Geisa, Kirchplatz o. Nr. (Karte) |           | mit Ausstattung |    |
| weitere Bilder Fotos hochladen | Marktbrunnen                                           | Geisa, Marktplatz o. Nr. (Karte) |           |                 |    |
| weitere Bilder Fotos hochladen | Rathaus                                                | Geisa, Marktplatz 27 (Karte) |           |                 |    |
| BW                             | Tränkebrunnen                                          | Geisa, Pfortengasse o. Nr. (Karte) |           |                 |    |
| BW                             | Wohnhaus                                               | Geisa, Pfortengasse 4 (Karte) |           |                 |    |
| BW                             | Wohn- und Geschäftshaus                                | Geisa, Pfortengasse 7 (Karte) |           |                 |    |
| BW                             | Kreuz                                                  | Geisa, Röderweg o. Nr., Kreuzung Wiesenfelder Straße o. Nr. (Karte)                                                                                         |           |                 |    |
| weitere Bilder Fotos hochladen | Schloss                                                | Geisa, Schloßplatz 4 (Karte) |           | mit Ausstattung |    |
| weitere Bilder Fotos hochladen | Ehemaliges Gefängnis, jetzt Amtsgericht                | Geisa, Schloßplatz 5 (Karte) | 1879      |                 |    |
| weitere Bilder Fotos hochladen | Nebengebäude                                           | Geisa, Schloßplatz 6 (Karte) |           |                 |    |
| weitere Bilder Fotos hochladen | Torbogen                                               | Geisa, Schloßplatz 6 (Karte) |           |                 |    |
| weitere Bilder Fotos hochladen | Mauer                                                  | Geisa, Schloßplatz 4 (Karte) |           |                 |    |
| weitere Bilder Fotos hochladen | Ev. Pfarrkirche                                        | Geisa, Schloßplatz 7 (Karte) |           | mit Ausstattung |    |
| weitere Bilder Fotos hochladen | Grenzbefestigungsanlage                                | Geisa, von Rasdorfer Straße bis vor den Rasdorfer Berg, zwischen Landesgrenze und ehem. südöstlicher Separationslinie bis zum Weg Geisa-Grüsselbach (Karte) |           |                 |    |
| BW                             | Halbmeilenstein                                        | Geisa, Landstraße nach Schleid (L 2603) (Karte) |           |                 |    |
| BW                             | Bildstock                                              | Geisa, Feldflur Krumme Weg/Oberblümmersroth (Karte) |           |                 |    |
| BW                             | Kreuz                                                  | Geisa, Am Weinberg (Karte) |           |                 |    |

### Apfelbach
| Bild                                    | Bezeichnung       | Lage                                | Datierung | Beschreibung | ID |
| --------------------------------------- | ----------------- | ----------------------------------- | --------- | ------------ | -- |
| BW                                      | Kreuzigungsgruppe | Apfelbach, Apfelbach o. Nr. (Karte) |           |              |    |
| Direkt Bild zu diesem Denkmal hochladen | Steinkreuz        | Apfelbach                           |           |              |    |

### Borsch

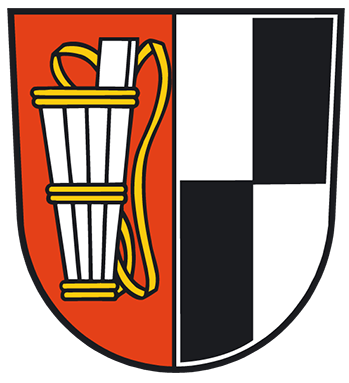

| Bild                                    | Bezeichnung                            | Lage                                            | Datierung | Beschreibung                                | ID |
| --------------------------------------- | -------------------------------------- | ----------------------------------------------- | --------- | ------------------------------------------- | -- |
| BW                                      | Marienfigur                            | Borsch, Am Dorfbach o. Nr. (Karte)              |           |                                             |    |
| BW                                      | Wohnhaus                               | Borsch, Am Dorfbach 65 (Karte)                  |           |                                             |    |
| BW                                      | Wohnhaus                               | Borsch, Am Dorfbach 87; Auf der Gröbe 4 (Karte) |           |                                             |    |
| BW                                      | Wohnhaus                               | Borsch, Am Dorfbach 90 (Karte)                  |           |                                             |    |
| BW                                      | Namensbalken                           | Borsch, Am Dorfbach 91, an der Scheune (Karte)  |           |                                             |    |
| BW                                      | Wohnhaus                               | Borsch, Am Dorfbach 95 (Karte)                  |           |                                             |    |
| BW                                      | Wohnhaus                               | Borsch, Am Dorfbach 96 (Karte)                  |           |                                             |    |
| BW                                      | Wohnstallhaus                          | Borsch, Burgmannsgasse 145 (Karte)              |           |                                             |    |
| weitere Bilder Fotos hochladen          | Kapelle Mariae Heimsuchung             | Borsch, Geisaer Straße o. Nr. (Karte)           |           | Sogenannte „Kleine Kirche“, mit Ausstattung |    |
| BW                                      | Kirchhof                               | Borsch, Geisaer Straße o. Nr. (Karte)           |           |                                             |    |
| BW                                      | Einfriedung                            | Borsch, Geisaer Straße o. Nr. (Karte)           |           |                                             |    |
| BW                                      | Wohnstallhaus                          | Borsch, Geisaer Straße 4 (Karte)                |           |                                             |    |
| Direkt Bild zu diesem Denkmal hochladen | Backhaus                               | Borsch, Geisaer Straße 4                        |           |                                             |    |
| BW                                      | Tor                                    | Borsch, Geisaer Straße 68 (Karte)               |           |                                             |    |
| BW                                      | Wohnhaus der Ulstermühle               | Borsch, Hundsgasse 32 (Karte)                   |           |                                             |    |
| Direkt Bild zu diesem Denkmal hochladen | Brücke                                 | Borsch, Hundsgasse 32                           |           |                                             |    |
| BW                                      | Wohnstallhaus                          | Borsch, Im Zipfel 45 (Karte)                    |           |                                             |    |
| BW                                      | Wohnhaus                               | Borsch, Im Zipfel 47 (Karte)                    |           |                                             |    |
| BW                                      | Wohnhaus                               | Borsch, Im Zipfel 48 (Karte)                    |           |                                             |    |
| weitere Bilder Fotos hochladen          | Katholische Kirche St. Maria Magdalena | Borsch, Kirchgasse o. Nr. (Karte)               |           | mit Ausstattung                             |    |
| BW                                      | Kirchhof                               | Borsch, Kirchgasse o. Nr. (Karte)               |           |                                             |    |
| BW                                      | Kirchhofmauer                          | Borsch, Kirchgasse o. Nr. (Karte)               |           |                                             |    |
| BW                                      | Grabsteine                             | Borsch, Kirchgasse o. Nr. (Karte)               |           |                                             |    |
| BW                                      | Kreuz                                  | Borsch, Kirchgasse o. Nr. (Karte)               |           |                                             |    |
| BW                                      | Wohnhaus                               | Borsch, Kirchgasse 120 (Karte)                  |           |                                             |    |
| BW                                      | Wohnhaus                               | Borsch, Kirchgasse 122 (Karte)                  |           |                                             |    |
| BW                                      | Scheune                                | Borsch, Kirchgasse 135 (Karte)                  |           |                                             |    |
| BW                                      | Pfarrhaus                              | Borsch, Kirchgasse 143 (Karte)                  |           |                                             |    |
| BW                                      | Hofeinfriedung                         | Borsch, Kirchgasse 143 (Karte)                  |           |                                             |    |
| BW                                      | Bildstock                              | Borsch, Rödelsgraben o. Nr. (Karte)             |           |                                             |    |
| BW                                      | Wohnhaus                               | Borsch, Rödelsgraben 131a (Karte)               |           |                                             |    |
| Direkt Bild zu diesem Denkmal hochladen | Brunnentränke                          | Borsch, Ulstermühle 1                           |           |                                             |    |
| BW                                      | Hofanlage                              | Borsch, Ulstermühle 1 (Karte)                   |           |                                             |    |
| BW                                      | Wohnhaus                               | Borsch, Ulstermühle 9 (Karte)                   |           |                                             |    |
| BW                                      | Kreuz                                  | Borsch, Am Untermölm (Karte)                    |           |                                             |    |
| BW                                      | Kreuz                                  | Borsch, Auf dem Stehberge (Karte)               |           |                                             |    |
| Direkt Bild zu diesem Denkmal hochladen | Kreuz                                  | Borsch, Am Torgarten                            |           |                                             |    |

### Bremen
| Bild                                    | Bezeichnung                                                                              | Lage                                                                        | Datierung | Beschreibung | ID |
| --------------------------------------- | ---------------------------------------------------------------------------------------- | --------------------------------------------------------------------------- | --------- | ------------ | -- |
| BW                                      | Wohnhaus der Obermühle                                                                   | Bremen, Bremer Hauptstraße 1 (Karte)                                        |           |              |    |
| BW                                      | Hofanlage                                                                                | Bremen, Bremer Hauptstraße 11 (Karte)                                       |           |              |    |
| BW                                      | Hofanlage                                                                                | Bremen, Bremer Hauptstraße 12 (Karte)                                       |           |              |    |
| BW                                      | Pfarrhaus                                                                                | Bremen, Bremer Hauptstraße 17 (Karte)                                       |           |              |    |
| Direkt Bild zu diesem Denkmal hochladen | Wohnhaus                                                                                 | Bremen, Bremer Hauptstraße 18                                               |           |              |    |
| BW                                      | Steinkreuz                                                                               | Bremen, Bremer Hauptstraße 19, Kirchhof (Karte)                             |           |              |    |
| weitere Bilder Fotos hochladen          | Kirche Ausstattung Kirchhof Umfriedung / Katholische Kirche St. Jakobus d.Ä. und Barbara | Bremen, Bremer Hauptstraße 19 (Karte)                                       |           |              |    |
| BW                                      | Wohnhaus                                                                                 | Bremen, Bremer Hauptstraße 20 (Karte)                                       |           |              |    |
| BW                                      | Türgewände                                                                               | Bremen, Bremer Hauptstraße 28 (Karte)                                       |           |              |    |
| BW                                      | Hofanlage                                                                                | Bremen, Bremer Hauptstraße 3 (Karte)                                        |           |              |    |
| BW                                      | Wohnhaus                                                                                 | Bremen, Bremer Hauptstraße 32 (Karte)                                       |           |              |    |
| BW                                      | Bildstock                                                                                | Bremen, Bremer Mühlgraben o. Nr., Ecke Kranlucker Straße vor Nr. 10 (Karte) |           |              |    |
| BW                                      | Eckpfosten                                                                               | Bremen, Steingasse 7 (Karte)                                                |           |              |    |
| BW                                      | Wohnhaus                                                                                 | Bremen, Steingasse 8 (Karte)                                                |           |              |    |
| BW                                      | Backhaus                                                                                 | Bremen, Zum Sportplatz 3 (Karte)                                            |           |              |    |
| BW                                      | Bildstock                                                                                | Bremen, Über dem Dorf (Karte)                                               |           |              |    |

### Geblar
| Bild | Bezeichnung  | Lage                                    | Datierung | Beschreibung | ID |
| ---- | ------------ | --------------------------------------- | --------- | ------------ | -- |
| BW   | Bildstock    | Geblar, Obere Dorfstraße o. Nr. (Karte) |           |              |    |
| BW   | Posthalterei | Geblar, Obere Dorfstraße 1 (Karte)      |           |              |    |

### Geismar
| Bild                                    | Bezeichnung                                                           | Lage                                                                                                 | Datierung | Beschreibung | ID |
| --------------------------------------- | --------------------------------------------------------------------- | --- | --------- | ------------ | -- |
| BW                                      | Wohnhaus Auszugshaus                                                  | Geismar, Burgstraße 1 (Karte)                                                                        |           |              |    |
| BW                                      | Wohnhaus                                                              | Geismar, Burgstraße 2 (Karte)                                                                        |           |              |    |
| BW                                      | Wohnhaus                                                              | Geismar, Burgstraße 9 (Karte)                                                                        |           |              |    |
| weitere Bilder Fotos hochladen          | Kirche mit Ausstattung und Kirchhof / katholische St.-Nikolaus-Kirche | Geismar, Hauptstraße o. Nr. (Karte)                                                                  |           |              |    |
| BW                                      | Hochkreuz mit Freifläche                                              | Geismar, Hauptstraße o. Nr. (Karte)                                                                  |           |              |    |
| Direkt Bild zu diesem Denkmal hochladen | Laufbrunnen / Tränke                                                  | Geismar, Hauptstraße o. Nr.                                                                          |           |              |    |
| BW                                      | Hofanlage                                                             | Geismar, Hauptstraße 15 (Karte)                                                                      |           |              |    |
| BW                                      | Wohnhaus                                                              | Geismar, Hauptstraße 16 (Karte)                                                                      |           |              |    |
| BW                                      | Hofanlage                                                             | Geismar, Hauptstraße 17 (Karte)                                                                      |           |              |    |
| BW                                      | Hofanlage                                                             | Geismar, Hauptstraße 18 (Karte)                                                                      |           |              |    |
| BW                                      | Hofanlage                                                             | Geismar, Hauptstraße 19 (Karte)                                                                      |           |              |    |
| BW                                      | Wohnhaus                                                              | Geismar, Hauptstraße 25 (Karte)                                                                      |           |              |    |
| BW                                      | Wohnhaus, Torpfosten                                                  | Geismar, Hauptstraße 26 (Karte)                                                                      |           |              |    |
| BW                                      | Hofanlage                                                             | Geismar, Hauptstraße 28, Hausnr. stimmt eventuell nicht mehr, stammt aus DDR-Kreisliste (Karte)      |           |              |    |
| BW                                      | Torpfosten                                                            | Geismar, Hauptstraße 30 (Karte)                                                                      |           |              |    |
| BW                                      | Wohnhaus, Torpfosten                                                  | Geismar, Hauptstraße 31 (Karte)                                                                      |           |              |    |
| Direkt Bild zu diesem Denkmal hochladen | Bildstock                                                             | Geismar, Hauptstraße 35                                                                              |           |              |    |
| Direkt Bild zu diesem Denkmal hochladen | Wohnhaus                                                              | Geismar, Hauptstraße 35                                                                              |           |              |    |
| BW                                      | Wohnhaus                                                              | Geismar, Hauptstraße 37 (Karte)                                                                      |           |              |    |
| BW                                      | Wohnhaus                                                              | Geismar, Hauptstraße 47 (Karte)                                                                      |           |              |    |
| BW                                      | Wohnstallhaus                                                         | Geismar, Hauptstraße 51 (Karte)                                                                      |           |              |    |
| Direkt Bild zu diesem Denkmal hochladen | Wohnhaus                                                              | Geismar, Wilhelm-Pieck-Straße 29, Adresse heute nicht mehr existent, nicht zuordenbar (Hauptstraße?) |           |              |    |
| BW                                      | Grenzbefestigungsanlage                                               | Geismar, Feldflur (vorm Detelgraben) (Karte)                                                         |           |              |    |
| BW                                      | Bildstock                                                             | Geismar, Auf dem Mühlberg (Karte)                                                                    |           |              |    |
| BW                                      | Bildstock                                                             | Geismar, Im Brückental (Karte)                                                                       |           |              |    |
| Direkt Bild zu diesem Denkmal hochladen | Bildstock                                                             | Geismar, Unter der kleinen Stätte                                                                    |           |              |    |
| BW                                      | Hochkreuz mit Bäumen und Freifläche                                   | Geismar, Zur Stätte/Im Weidig (Karte)                                                                |           |              |    |

### Ketten
| Bild                                    | Bezeichnung                                                      | Lage                                                                                     | Datierung | Beschreibung | ID |
| --------------------------------------- | ---------------------------------------------------------------- | ---------------------------------------------------------------------------------------- | --------- | ------------ | -- |
| BW                                      | Gefallenendenkmal / Denkmal für die Opfer des I. Weltkrieges     | Ketten, Am Kirchplatz 1 (Karte)                                                          |           |              |    |
| weitere Bilder Fotos hochladen          | Kirche Ausstattung Kirchhof / Katholische Filialkirche St. Georg | Ketten, Am Kirchplatz 1 (Karte)                                                          |           |              |    |
| BW                                      | Kreuz                                                            | Ketten, Am Kirchplatz 1 (Karte)                                                          |           |              |    |
| BW                                      | Hofanlage                                                        | Ketten, Gotthardser Straße 6 (Karte)                                                     |           |              |    |
| Direkt Bild zu diesem Denkmal hochladen | Tränkebrunnen                                                    | Ketten, Rößbergstraße/Ecke Am Schloßhof, bei Rößbergstraße 19                            |           |              |    |
| BW                                      | Kreuz                                                            | Ketten, Rößbergstraße o. Nr.; Am Hauck o. Nr. (Karte)                                    |           |              |    |
| BW                                      | Wohnstallhaus                                                    | Ketten, Rößbergstraße 15 (Karte)                                                         |           |              |    |
| BW                                      | Figur                                                            | Ketten, Rößbergstraße 18 (Karte)                                                         |           |              |    |
| BW                                      | Wohnstallhaus                                                    | Ketten, Rößbergstraße 19 (Karte)                                                         |           |              |    |
| BW                                      | Wohnstallhaus                                                    | Ketten, Rößbergstraße 23 (Karte)                                                         |           |              |    |
| BW                                      | Bildstock                                                        | Ketten, an der Straße Richtung Spahl/Abzweig Apfelbach, auf den Hofäckern (K 95) (Karte) |           |              |    |
| BW                                      | Steinkreuz                                                       | Ketten, Straße von Spahl nach Ketten (K 95) (Karte)                                      |           |              |    |

### Otzbach
| Bild                                    | Bezeichnung                                                               | Lage                                             | Datierung | Beschreibung | ID |
| --------------------------------------- | ------------------------------------------------------------------------- | ------------------------------------------------ | --------- | ------------ | -- |
| Direkt Bild zu diesem Denkmal hochladen | Brunnen / ehemaliger Ziehbrunnen                                          | Otzbach, Am Auweg o. Nr., vor Nr. 5              |           |              |    |
| BW                                      | Wohnstallhaus                                                             | Otzbach, Am Auweg 6 (Karte)                      |           |              |    |
| BW                                      | Hofanlage                                                                 | Otzbach, Am Auweg 9 (Karte)                      |           |              |    |
| Direkt Bild zu diesem Denkmal hochladen | Bildstock                                                                 | Otzbach, Am Honhauk 1                            |           |              |    |
| weitere Bilder Fotos hochladen          | Kirche Ausstattung Kirchhof / römisch-katholische Filialkirche Maria Hilf | Otzbach, Arzbergstraße 26 (Karte)                |           |              |    |
| BW                                      | Wohnstallhaus                                                             | Otzbach, Arzbergstraße 28 (Karte)                |           |              |    |
| BW                                      | Wohnhaus                                                                  | Otzbach, Arzbergstraße 4 (Karte)                 |           |              |    |
| Direkt Bild zu diesem Denkmal hochladen | Bildstock 14 Nothelfer                                                    | Otzbach, Feldflur am Weg von Otzbach nach Bremen |           |              |    |

### Reinhards
| Bild                                    | Bezeichnung    | Lage                                                | Datierung | Beschreibung | ID |
| --------------------------------------- | -------------- | --------------------------------------------------- | --------- | ------------ | -- |
| BW                                      | Kreuz          | Reinhards, Reinhards o. Nr., bei der Kirche (Karte) |           |              |    |
| BW                                      | Hofanlage      | Reinhards, Reinhards 5 (Karte)                      |           |              |    |
| BW                                      | Hofanlage      | Reinhards, Reinhards 6 (Karte)                      |           |              |    |
| BW                                      | Tagelöhnerhaus | Reinhards, Reinhards 7 (Karte)                      |           |              |    |
| Direkt Bild zu diesem Denkmal hochladen | Bildstock      | Reinhards, gegenüber Reinhards Nr. 7                |           |              |    |
| BW                                      | Kruzifix       | Reinhards, Reinhardser Flur (Karte)                 |           |              |    |

### Spahl
| Bild                                    | Bezeichnung                                                         | Lage                                                                | Datierung | Beschreibung | ID |
| --------------------------------------- | ------------------------------------------------------------------- | ------------------------------------------------------------------- | --------- | ------------ | -- |
| BW                                      | Hofanlage                                                           | Spahl, Am Ried 1, 3 (Karte)                                         |           |              |    |
| BW                                      | Bildstock                                                           | Spahl, Am Sportplatz 2 (Karte)                                      |           |              |    |
| BW                                      | Wohnhaus                                                            | Spahl, An der Kirche 2 (Karte)                                      |           |              |    |
| weitere Bilder Fotos hochladen          | Kirche Ausstattung Kirchhof / Katholische St. Cyriakus Kirche Spahl | Spahl, An der Kirche 5 (Karte)                                      |           |              |    |
| BW                                      | Bildstock                                                           | Spahl, An der Kirche 5 (Karte)                                      |           |              |    |
| BW                                      | Bildstock                                                           | Spahl, An der Kirche 7 (Karte)                                      |           |              |    |
| BW                                      | Gasthaus / Weißes Roß                                               | Spahl, Kettener Straße 23 (Karte)                                   |           |              |    |
| BW                                      | Hofanlage                                                           | Spahl, Kettener Straße 31 (Karte)                                   |           |              |    |
| BW                                      | Wohnhaus und Torpfosten                                             | Spahl, Kettener Straße 32 (Karte)                                   |           |              |    |
| BW                                      | Hofanlage                                                           | Spahl, Kettener Straße 34 (Karte)                                   |           |              |    |
| BW                                      | Wohnstallhaus                                                       | Spahl, Kettener Straße 39 (Karte)                                   |           |              |    |
| BW                                      | Wohnstallhaus                                                       | Spahl, Kettener Straße 46 (Karte)                                   |           |              |    |
| BW                                      | Wohnhaus                                                            | Spahl, Reinhardser Straße 2 (Karte)                                 |           |              |    |
| BW                                      | Kapelle                                                             | Spahl, Ringstraße o. Nr. (Karte)                                    |           |              |    |
| BW                                      | Wohnhaus, Scheune / Gasthaus Heile Schern                           | Spahl, Zum Geisaer Berg 1 (Karte)                                   |           |              |    |
| Direkt Bild zu diesem Denkmal hochladen | Marienskulptur                                                      | Spahl, in der Feldflur, In den engen Hecken                         |           |              |    |
| BW                                      | Grenztruppenleitturm / Grenzbefestigung deutsch-deutsche Grenze     | Spahl, in der Feldflur, In den Struttannen, nahe der L 2603 (Karte) |           |              |    |
| BW                                      | Hochkreuz mit Freifläche                                            | Spahl, in der Feldflur, Auf dem Heiligen Hauk (Karte)               |           |              |    |

### Walkes
| Bild                                    | Bezeichnung           | Lage                          | Datierung | Beschreibung | ID |
| --------------------------------------- | --------------------- | ----------------------------- | --------- | ------------ | -- |
| BW                                      | Heiligenfigur / Pieta | Walkes, Walkes o. Nr. (Karte) |           |              |    |
| BW                                      | Heiligenfigur / Maria | Walkes, Walkes 2 (Karte)      |           |              |    |
| Direkt Bild zu diesem Denkmal hochladen | Brunnen               | Walkes, Walkes 4, 6           |           |              |    |
| Direkt Bild zu diesem Denkmal hochladen | Kreuz                 | Walkes, Zum Seeleshof         |           |              |    |
| Direkt Bild zu diesem Denkmal hochladen | Kreuz                 | Walkes, Feldflur              |           |              |    |

### Wiesenfeld
| Bild                           | Bezeichnung                                                 | Lage                                           | Datierung | Beschreibung | ID |
| ------------------------------ | ----------------------------------------------------------- | ---------------------------------------------- | --------- | ------------ | -- |
| BW                             | Steinkreuz Corpus                                           | Wiesenfeld, Geismarer Straße o. Nr. (Karte)    |           |              |    |
| BW                             | Laufbrunnen                                                 | Wiesenfeld, Sankt-Ursula-Straße o. Nr. (Karte) |           |              |    |
| BW                             | Backhaus                                                    | Wiesenfeld, Sankt-Ursula-Straße o. Nr. (Karte) |           |              |    |
| BW                             | Wohnhaus                                                    | Wiesenfeld, Sankt-Ursula-Straße 10 (Karte)     |           |              |    |
| BW                             | Wohnstallhaus                                               | Wiesenfeld, Sankt-Ursula-Straße 13 (Karte)     |           |              |    |
| BW                             | Wohnhaus                                                    | Wiesenfeld, Sankt-Ursula-Straße 14 (Karte)     |           |              |    |
| BW                             | Wohnhaus                                                    | Wiesenfeld, Sankt-Ursula-Straße 15 (Karte)     |           |              |    |
| BW                             | Wohnhaus                                                    | Wiesenfeld, Sankt-Ursula-Straße 8 (Karte)      |           |              |    |
| BW                             | Wohnstallhaus                                               | Wiesenfeld, Zur Kirche 3 (Karte)               |           |              |    |
| weitere Bilder Fotos hochladen | Kirche Ausstattung Kirchhof / katholische Kirche St. Ursula | Wiesenfeld, Zur Kirche 5 (Karte)               |           |              |    |
| BW                             | Grenztruppenführungsturm                                    | Wiesenfeld, Feldflur Am Füllenraine (Karte)    |           |              |    |

### Abgegangene Kulturdenkmale
| Bild                                    | Bezeichnung | Lage                              | Datierung | Beschreibung          | ID |
| --------------------------------------- | ----------- | --------------------------------- | --------- | --------------------- | -- |
| Direkt Bild zu diesem Denkmal hochladen | Geisabrücke | Geisa, Wiesenfelder Straße o. Nr. |           | Durch Neubau ersetzt. |    |